# Volta (jezero)
Volta je akumulacijsko jezero na istoimenski reki na vzhodu Gane, ki je nastalo z izgradnjo jezu Akosombo na jugu države. Je eno največjih akumulacijskih jezer na svetu; razteza se v dolžini 400 km čez več kot polovico države v smeri od severa proti jugu in s površino približno 8500 km² predstavlja 3,6 % površine Gane.
Jez Akosombo so pričeli graditi na reki Volta blizu kraja Ajena leta 1961 in ga končali štiri leta kasneje; za pregrado je nastalo velikansko jezero, ki je največje akumulacijsko jezero po površini na svetu in eno največjih po prostornini (približno 150 km³). Zdaj se razteza gorvodno od nekdanjega sotočja Bele in Črne Volte, tako da se reki stekata ločeno v jezero, na jugu pa čez jez izteka Volta in teče proti jugovzhodu približno 110 km do izliva v Gvinejski zaliv.
Hidroelektrarna Akosombo proizvaja 912 MW električne energije, kar pokriva večino energetskih potreb Gane na čelu s talilnico aluminija v pristaniškem mestu Tema na jugu. Poleg tega je jezero pomembno kot ribolovno območje in za namakanje obdelovalnih površin v sušnem nižavju Akra pod jezom.

## Zgodovina
Prve zamisli o izkoriščanju energije reke Volte za predelavo tamkajšnjih zalog boksita v aluminij so se pojavile že v začetku 20. stoletja, v času britanske vladavine v takratni koloniji Zlata obala. Znova so prišle v ospredje ob koncu kolonialnega obdobja po drugi svetovni vojni, ko je prišel na oblast Kwame Nkrumah, ki si je prizadeval za modernizacijo dežele. Britanska in lokalna vlada sta ustanovili pripravljalno komisijo, ki je v poročilu ocenila, da bo treba preseliti več kot 60.000 ljudi, da pa bo jezero močno povečalo možnosti za ribištvo in s tem pripomoglo k prehrani prebivalstva širše regije. Po drugi strani so predvideli zdravstvene težave zaradi povečane pojavnosti bolezni, povezanih z vodo: malarije, spalne bolezeni, shistosomoze in rečne slepote.
Po osamosvojitvi Gane se je umaknil glavni industrijski sponzor, kanadski Aluminium Limited, in popravljeni načrti so opustili zamisel o predelavi lokalnega boksita, namesto tega bi nova talilnica le predelovala uvoženo surovino. Po dolgotrajnih pogajanjih z novim industrijskim partnerjem, korporacijo Kaiser Aluminum, je bilo zagotovljeno financiranje projekta, a po novem brez ozira na prebivalstvo v vplivnem območju. Tako se je gradnja pričela še preden se je vlada v ločenih projektih začela ukvarjati s preseljevanjem ljudi. Kmalu po tistem je bila ustanovljena vladna agencija, ki je organizirala granjo 52 nadomestnih naselij, ki bi hkrati služile kot model za modernizacijo in izboljšanje življenjskih pogojev lokalnega prebivalstva. Preselitev v le delno zgrajene nove domove leta 1964 je bila zaradi naglice kaotična in neučinkovita, težave so se zaradi neorganiziranosti nadaljevale tudi v letih po tistem in povzročile mnogo travm ljudem. Skupno je novo jezero poplavilo 15.000 domov v 740 vaseh in zahtevalo preselitev 78.000 ljudi.
Dolgoročno je jezero prekinilo tradicionalne ribiške in kmetijske prakse in zares močno povečalo pojavnost bolezni v okoliški regiji, širše gledano pa se kljub optimističnim načrtom modernizacija ni zgodila in ljudje so se v veliki meri morali znajti sami. Kljub temu je prišlo v desetletjih od izgradnje do intenzifikacije pridelave hrane, jezero pa je odprlo tudi novo veliko plovno pot proti severu in dalo možnosti za razvoj turizma, ki pridobiva na veljavi. Po drugi strani povzroča skrbi globalno segrevanje, ki zaradi izhlapevanja znižuje vodostaj ter s tem proizvodnjo električne energije.